# Texas Southern University

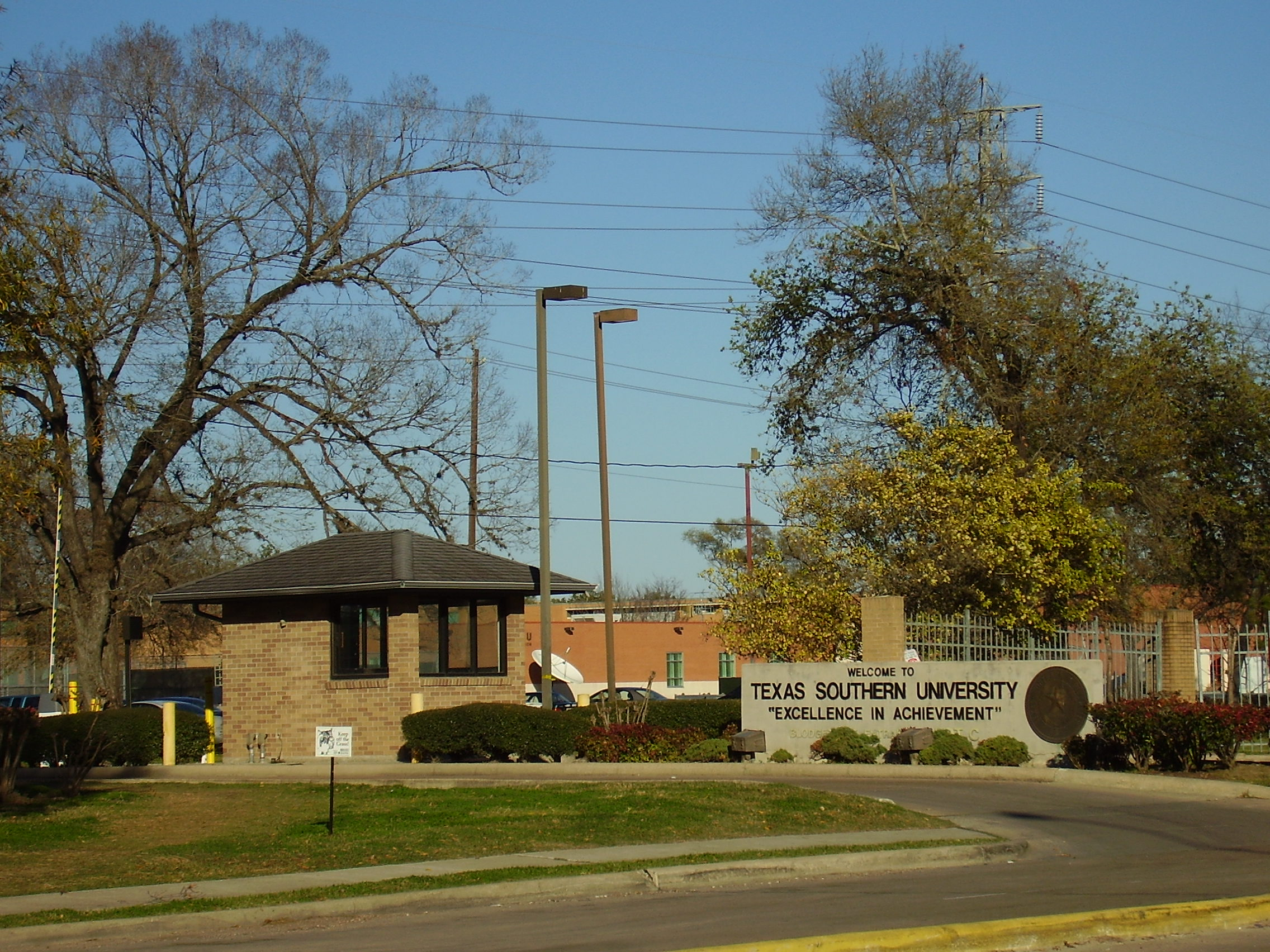
Texas Southern University

Die Texas Southern University ist eine staatliche Universität in Houston im US-Bundesstaat Texas. Sie wurde 1947 unter dem Namen Texas State University for Negroes als afroamerikanische Hochschule gegründet und gehört zu den historischen afroamerikanischen Colleges und Hochschulen. Derzeit sind hier 11.635 Studenten eingeschrieben.

## Fakultäten
- Geistes- und Verhaltenswissenschaften
- Naturwissenschaften und Technologie
- Öffentliche Angelegenheiten
- Pädagogik
- Pharmazie und Gesundheitswissenschaften
- Rechtswissenschaften (Thurgood Marshall School of Law)
- Wirtschaftswissenschaften (Jesse H. Jones School of Business)
- Graduate School
- Weiterbildung

## Sport
Die Sportteams sind die Tigers. Die Hochschule ist Mitglied in der Southwestern Athletic Conference (SWAC).

## Bekannte Absolventen
- Michael Strahan – American-Football-Spieler und Fernsehmoderator
- Barbara Jordan – Politikerin
- Mickey Leland – Politiker
- Kirk Whalum – Jazz-Musiker
- Robert Taylor – Leichtathlet
- Jim Hines – Sprinter